# Albert Borer (Grafiker)
Albert Borer (* 21. Dezember 1910 in Olten; † 20. Dezember 2004 ebenda; heimatberechtigt in Kleinlützel) war ein Schweizer Werbegrafiker und Reklamefotograf.

## Leben und Werk
Albert Borer, genannt «Al», absolvierte nach seiner Schulzeit eine kaufmännische Lehre beim Konsumverein Olten. Wegen seines zeichnerischen Talents wurde er schon während der Lehrzeit als Reklamezeichner eingesetzt. Nach der Lehre liess sich Borer 1932 an der Kunstgewerbeschule Basel zum Grafiker mit dem Spezialfach Modezeichner ausbilden und arbeitete in Basel ab dem dritten Semester als Grafiker bei Globus.
1935 zog er mit Herbert Leupin nach Paris. Dort besuchten sie den Aktzeichenunterricht an der Privatschule «École Paul Colin». Borer beteiligte sich an dem Plakatwettbewerb zur «Pariser Messe 1936». Sein Beitrag wurde mit einem vierten Platz ausgezeichnet.
Wieder nach Olten zurückgekehrt, eröffnete Borer 1936 ein eigenes Studio und erhielt neben zahlreichen weiteren Aufträgen von Ringier den Auftrag, die Titelblätter von dessen Modejournalen zu entwerfen. Durch diese Arbeiten wurde Borer in der Textilbranche bekannt, was ihm weitere Aufträge für grosse Modehäuser einbrachte. Nach Kriegsende arbeitete er auch für deutsche Auftraggeber, u. a. für Karstadt, für die er zwölf Jahre Werbeplakate entwarf.
Durch das Aufkommen der Modefotografie wurde Borer 1963 vom Reklamezeichner, Gebrauchsgrafiker und Grafiker zum Reklamefotografen. Nach einem missglückten Versuch einer Zusammenarbeit mit einem einstigen Starfotografen entschloss sich Borer zwei Jahre vor seiner Pensionierung, sein Atelier zu schliessen und für die Firma von Roll in Solothurn in deren Werbeabteilung zu arbeiten. Da die Abteilung nach zwei Jahren geschlossen wurde, arbeitete Borer für die nächsten zehn Jahre als Akt- und Porträtzeichenlehrer an der Klubschule Migros.